# Sárga rókagomba
A sárga rókagomba (Cantharellus cibarius) a rókagombafélék családjába tartozó, Európában honos, lombos és tűlevelű erdőkben élő, ehető gombafaj. Egyéb, helyi elnevezései: sárgagomba (Somogyban), csirkegomba (Zemplénben), nyúlgomba, nyulica (Vas vármegyében, Őrség, Vendvidék).

## Megjelenése
A sárga rókagomba kalapja 3-10 cm széles, alakja fiatalon domború, majd ellaposodik, idősen kissé tölcséresedik. Széle eleinte kissé aláhajló, begöngyölt, idősen egyenes, szabálytalanul fodrosodik, hullámosodik. Színe sárga; a tojássárgájához hasonlótól a sárgás fehérig terjedhet. A bükkösökben élő példányok egészen sárgásfehérek lehetnek. A kalap fokozatosan megy át a tönkbe, nem különül el egyértelműen tőle. 
Húsa merev, tömör. Színe fehéres vagy halványsárgás, a kalapbőr alatt sárga. Szaga kellemes, kajszibarackszerű, esetleg paprikára emlékeztethet. Íze kellemes, fűszeresen csípős; csípőssége hőkezelés hatására eltűnik.   
Termőrétege nem lemezes, hanem ráncos-eres. A vastag ráncok a tönkre mélyen lefutók, egymással összekötöttek lehetnek; a kalap szélénél villásan elágaznak. Színe a kalapéhoz hasonló vagy valamivel világosabb. 
Tönkje 3-8 cm magas és 0,5-1,5 cm vastag. Alakja rövid, zömök, lefelé vékonyodó. Színe A kalapénál kissé világosabb sárga.
Spórapora fehér vagy halványsárga. Spórája elliptikus, sima, kisebb-nagyobb olajcseppekkel, mérete 8-9 x 5-5,5 µm.

### Hasonló fajok
A mérgező gombák közül a világító tölcsérgombával lehet összetéveszteni, amely sötétebb, vörösesbarna vagy narancsszínű, finom feketés vonalakkal rajzolt, termőrétege lemezes és sokszor csoportosan nő. A narancsvörös rókagomba, a halvány rókagomba, az ibolyás rókagomba, a narancsvörös álrókagomba, esetleg a tüskés termőrétegű sárga gereben hasonlíthat még hozzá. 

## Elterjedése és élőhelye
Európában honos, Skandináviától egészen a mediterrán térségig. Magyarországon gyakori. 
Lombos és tűlevelű erdőkben fordul elő, főleg a sűrű, sötétebb bükkerdőkben, tölgyesekben, bokros helyen és mohás, nyirkos hegyoldalakon, inkább savanyú talajon. Júniustól novemberig terem, elsősorban a meleg, esős időszakokban; aszályos években kevés teremhet.  

## Felhasználása
Ehető, ízletes gomba. Jól szállítható, tartós, és ritkán kukacos, ezért a piacokon is gyakran árusítják. Nyersen kissé borsosan csípős, de ez az elkészítés során eltűnik. Jellegzetes barackos illatát szárítva is megtartja. Szárítás után megkeményedik és nehezen puhul újra, ezért inkább csak porítás céljából ajánlott szárítani.

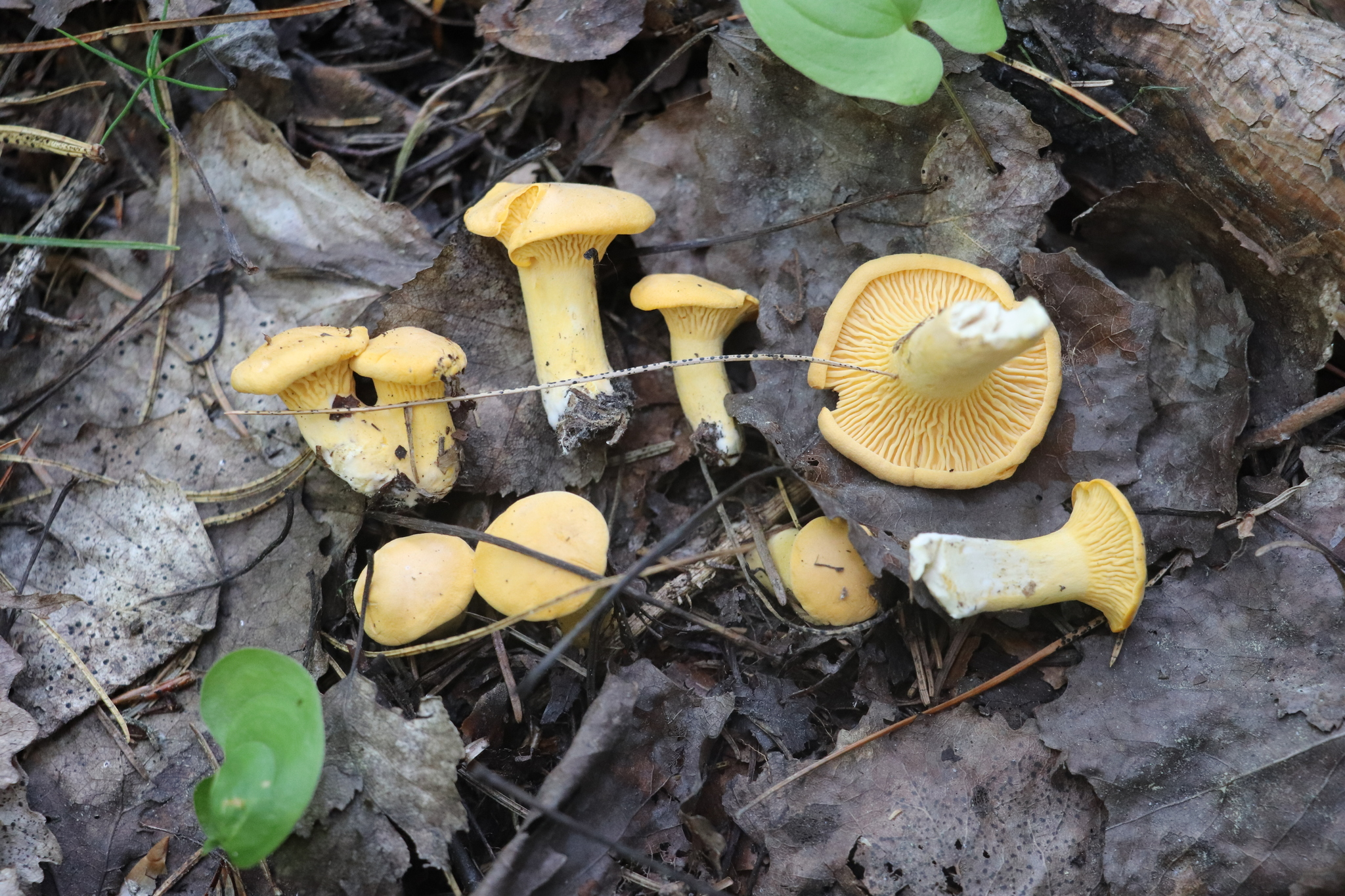
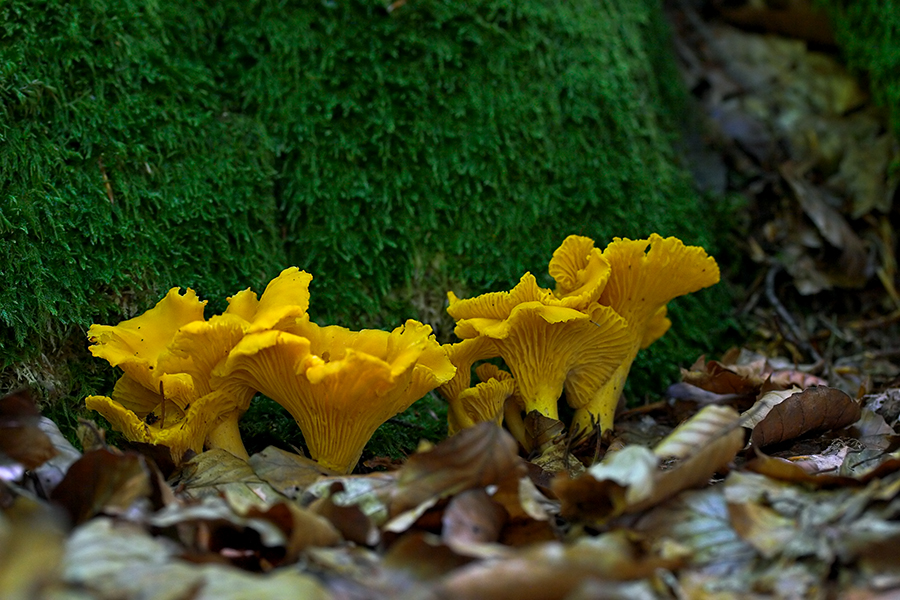
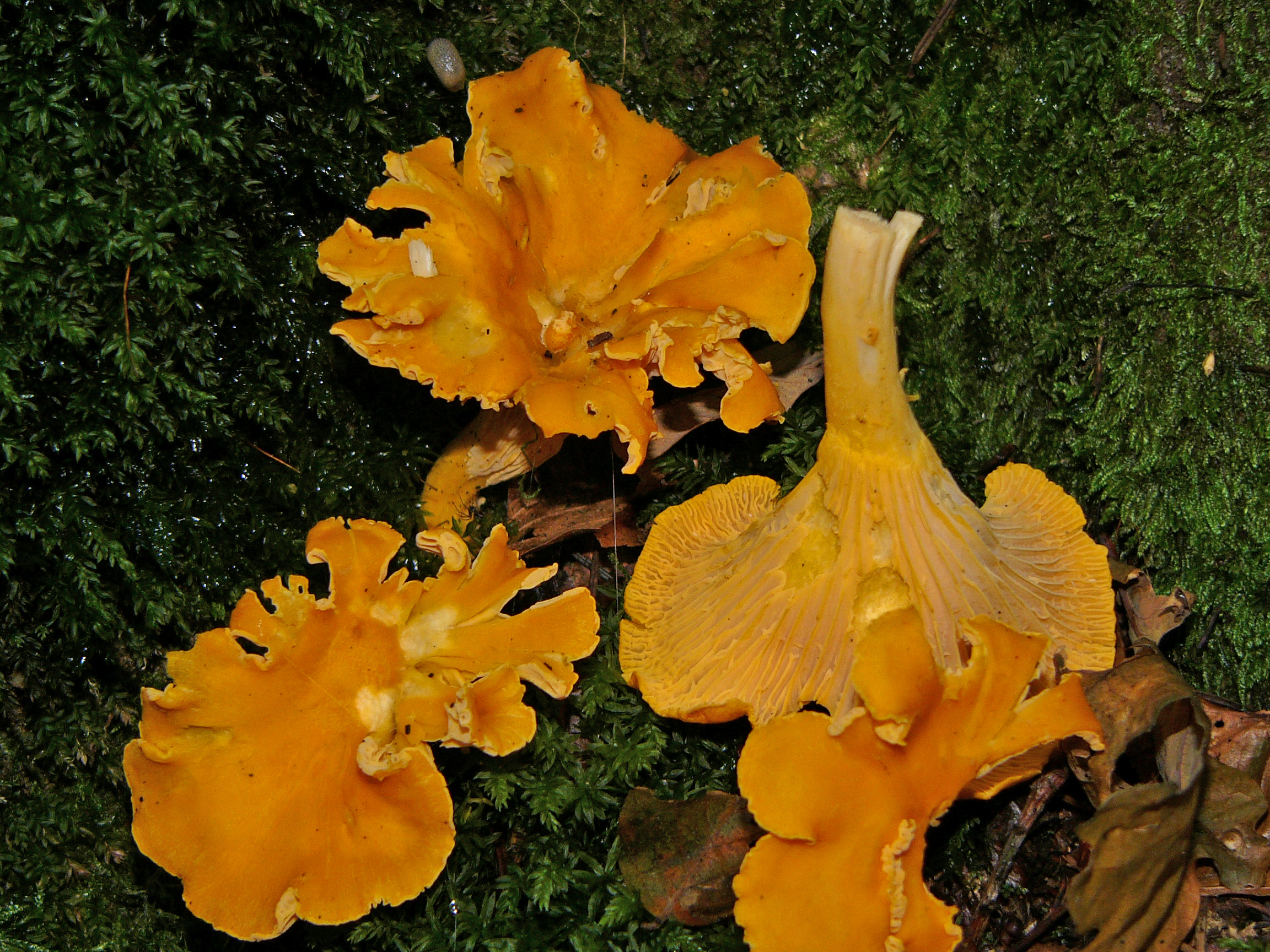
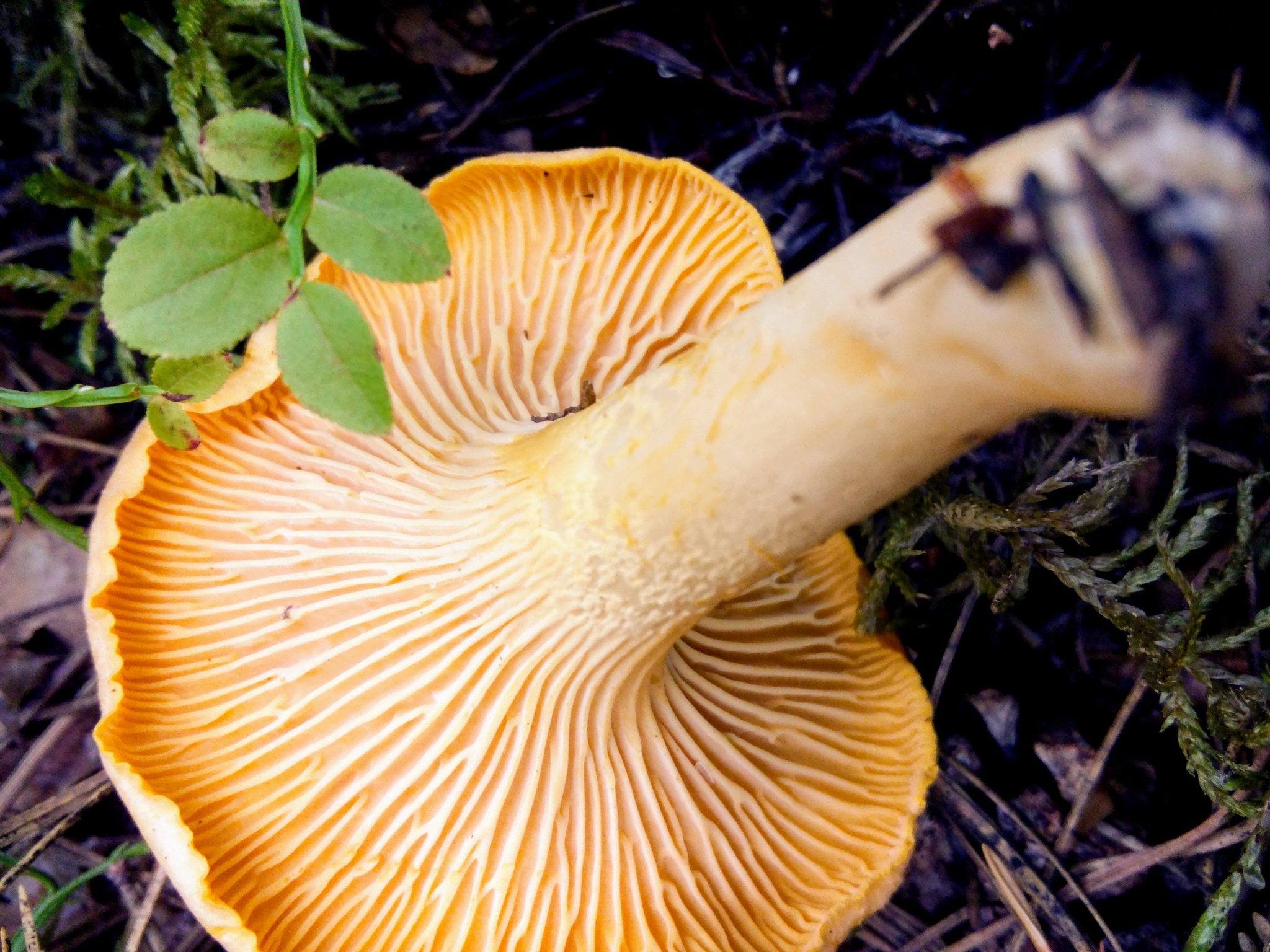
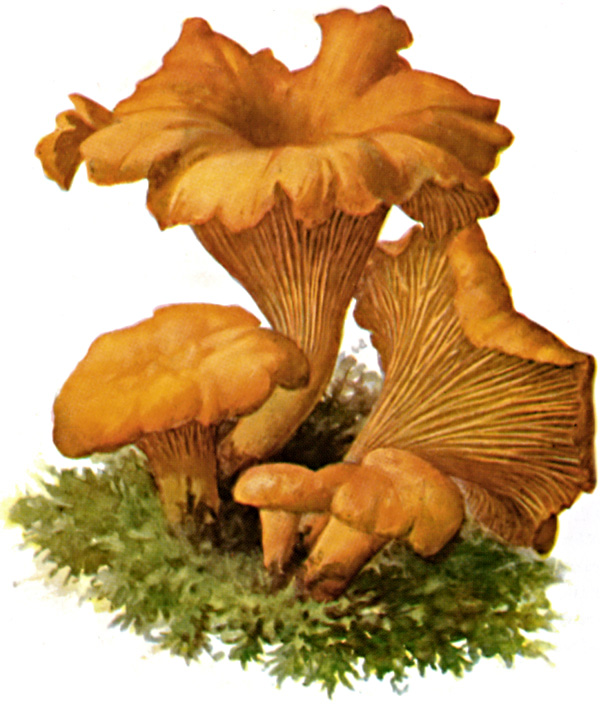